# Macgregor
Macgregor a főváros, Canberra egyik elővárosa Belconnen kerületben. A város Sir William Macgregor-ról kapta nevét, aki Queensland szövetségi állam kormányzója volt 1909-től 1914-ig és a University of Queensland első embere volt 1911-ben.
Lyons város utcáit ausztrál orvosprofesszorokról nevezték el. A várost közvetlenül a Florey Drive, a Ginninderra Drive, és a Sothern Cross Drive övezi. A város környékén található Dunlop (Ausztrál Fővárosi Terület), Holt (Ausztrál Fővárosi Terület), Latham (Ausztrál Fővárosi Terület) külvárosa.
Macgregorban van általános iskola. A város főutcája, az Osburn Drive mellett volt régebben egy bevásárlóközpont egy benzinkúttal, de mára ezt elbontották és a helyén felépítették a Kings uszodát.

## Földrajza
Macgregor közvetlenül a Mount Godwin-hegy 612 méter magas  kiemelkedése tövében fekszik. A Ginninderra-patak megközelítőleg 1,4 kilométert tesz meg a város területén.

## Galéria

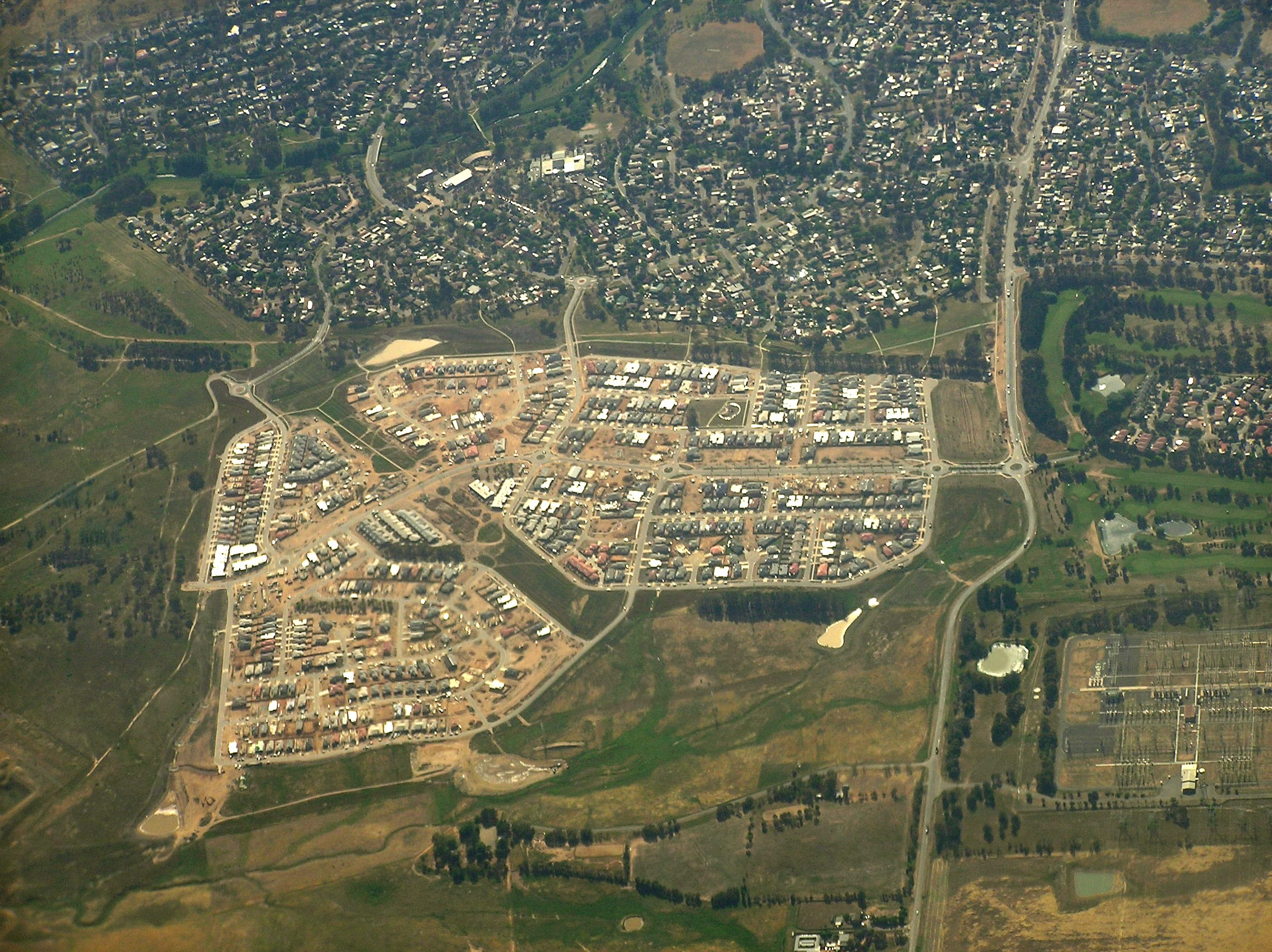
Macgregor légifotója nyugatról
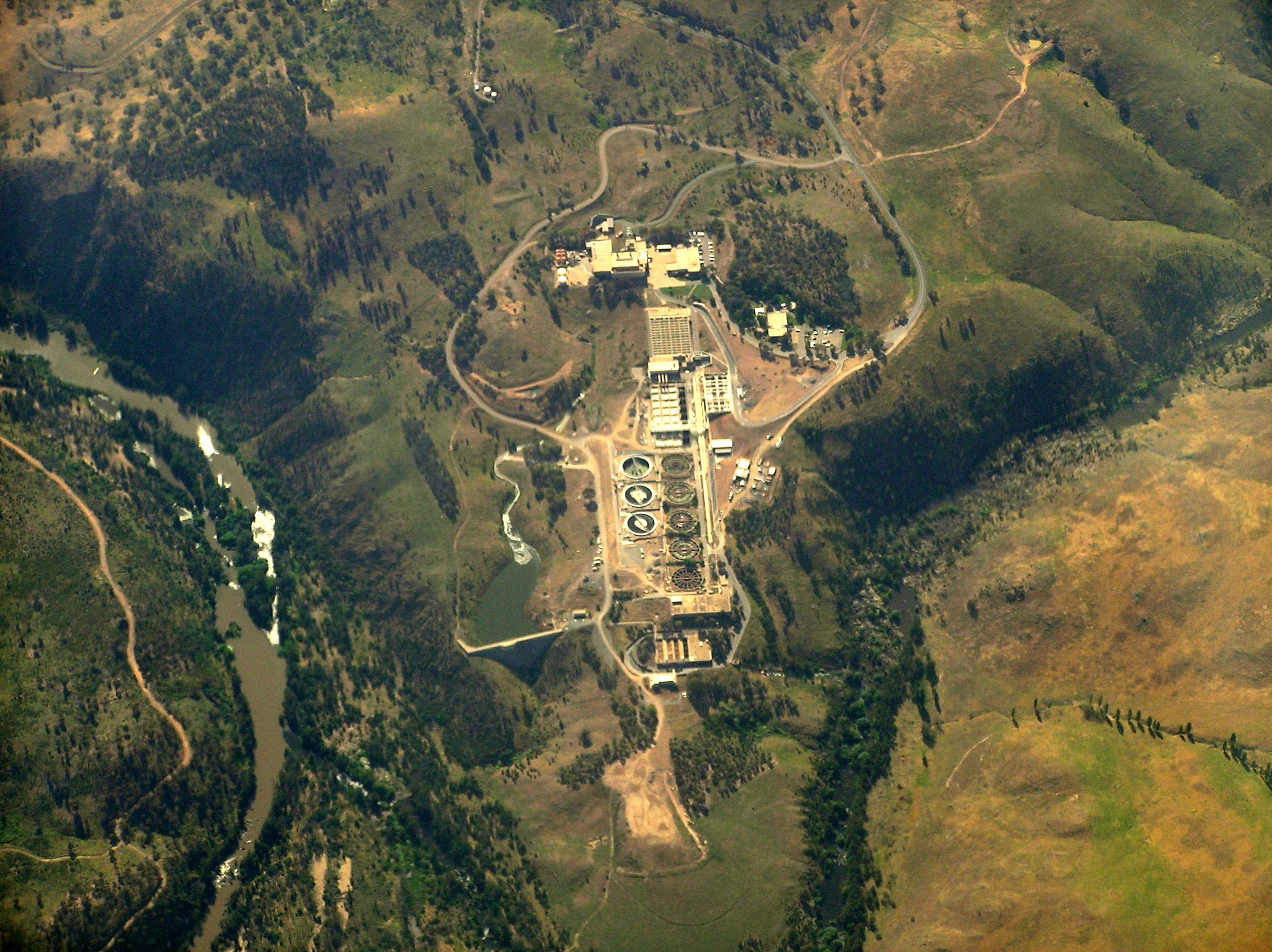
Szennyvíztisztító üzem a város határában
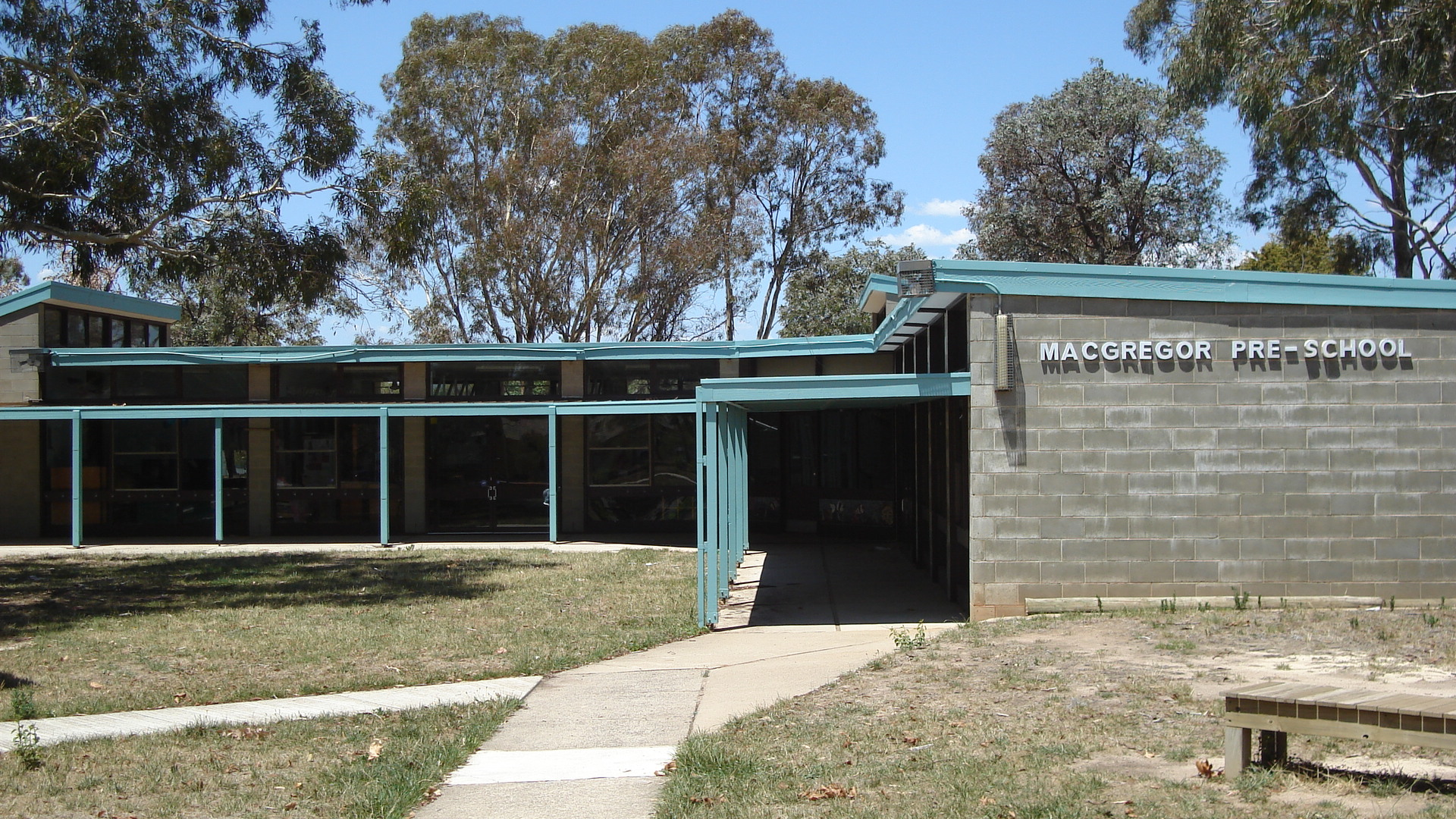
Macgregor, általános iskola

## Fordítás
Ez a szócikk részben vagy egészben  a   Macgregor, Australian Capital Territory című angol Wikipédia-szócikk ezen változatának fordításán alapul.  Az eredeti cikk szerkesztőit annak laptörténete sorolja fel. Ez a jelzés csupán a megfogalmazás eredetét és a szerzői jogokat jelzi, nem szolgál a cikkben szereplő információk forrásmegjelöléseként.